# Gymnopithys
Gymnopithys es un género de aves paseriformes perteneciente a la familia Thamnophilidae, que agrupa a especies nativas de la América tropical (Neotrópico), cuyas áreas de distribución se encuentran desde la costa caribeña de Honduras, por América Central y del Sur, hasta el oeste de Ecuador por la pendiente del Pacífico, y por la pendiente oriental hasta el noreste de Perú y noroeste de la Amazonia brasileña, y hacia el este hasta las Guayanas y noreste de Brasil. A sus miembros se les conoce por el nombre común de hormigueros.

## Etimología
El nombre genérico masculino «Gymnopithys» se compone de las palabras del griego «gumnos» que significa ‘desnudo’, ‘pelado’, y del género «Pithys» cuyo significado no está claramente definido; puede tener origen en un nombre guaraní; en «pitulos», un pequeño pájaro mencionado por Hesychius; o apenas en una corruptela del género Pipra; refiriéndose al anillo periorbital desnudo del ave.

## Características
Los hormigueros de este género miden entre 14 y 15 cm de longitud, son regordetes y de colas cortas. Son encontrados ampliamente en selvas húmedas de tierras bajas y son los más numerosos entre los seguidores especializados de hormigas legionarias. Exhiben una peculiar área periocular desnuda de color azulado.

## Lista de especies
Según las clasificaciones del Congreso Ornitológico Internacional (IOC)  y Clements Checklist/eBird, el género agrupa a las siguientes especies con el respectivo nombre popular de acuerdo con la Sociedad Española de Ornitología (SEO), u otro cuando referenciado:
| Imagen | Nombre científico     | Autor                | Nombre común          | Estado de conservación | Distribución |
| ------ | --------------------- | -------------------- | --------------------- | ---------------------- | ------------ |
|        | Gymnopithys bicolor   | (Lawrence, 1863)     | hormiguero bicolor    | LC                     |              |
|        | Gymnopithys leucaspis | (P.L. Sclater, 1855) | hormiguero cariblanco | LC                     |              |
|        | Gymnopithys rufigula  | (Boddaert, 1783)     | hormiguero gorgirrufo | LC                     |              |

## Taxonomía
La especie transandina G. bicolor era tratada anteriormente como la subespecie G. leucaspis bicolor, pero los estudios genéticos indicaron que se trataba de una especie separada, lo que fue aprobado en la Propuesta N° 587 al Comité de Clasificación de Sudamérica (SACC).
Las especies Oneillornis salvini y O. lunulatus, por mucho tiempo fueron colocadas en el presente género, pero se diferencian de las otras por el notable dimorfismo sexual del plumaje, la ausencia del anillo periorbital de piel desnuda, el plumaje predominantemente gris y no pardo de los machos y las colas bien marcadas de las hembras; el estudio de Isler et al (2014) propuso la separación de estas dos especies en un nuevo género Oneillornis. Diversas clasificaciones ya adoptan esta separación, así como el SACC, que aprobó la Propuesta N° 740 de reconocimiento del nuevo género.
Los estudios genéticos indican que los géneros Willisornis, Pithys, Phaenostictus, Phlegopsis, Gymnopithys —incluyendo Oneillornis— y Rhegmatorhina forman un grupo monofilético de seguidores especializados de hormigas. Este grupo fue denominado «clado Pithys», dentro de una tribu Pithyini. Dentro de este grupo, el presente género y Rhegmatorhina son considerados géneros hermanos.